# Dicranomyia (Dicranomyia) infumata
Dicranomyia (Dicranomyia) infumata is een tweevleugelige uit de familie steltmuggen (Limoniidae). De soort komt voor in het Neotropisch gebied.